# Харитон Рилски
Харитон Рилски е български духовник и книжовник, таксидиот на Рилския манастир, автор на три преписа на Паисиевата история.

## Биография
Роден е вероятно в 1752 година в град Банско, тогава в Османската империя. Става известен книжовник. Живее и работи в Банско като духовник, учител и таксидиот и съдейства за доставката на руски църковни книги за храмът в Банско „Света Богородица“, което става ясно от летописна бележка в един триод от бившата църковна библиотека на родниа му град. След това Харитон Рилски е изпратен от Рилското братство като таксидиот в Чирпан и Стара Загора, където работи като учител. Полага усилия за разпространяването на Паисиевата история и е автор на т.нар. „Втора змеевска поправка“ към нея от 1831 година. Харитон е автор също така на Чирпанския препис от същата 1831 година и на още един препис от следващата 1832 година.